# Matthias Schramm (Wissenschaftshistoriker)
Matthias Schramm (* 6. Februar 1928 in Paris; † 24. Januar 2005 in Tübingen) war ein deutscher Wissenschaftshistoriker.

## Leben und Wirken
Matthias Schramm studierte nach der 1946 in Kassel abgelegten Abiturprüfung seit dem Wintersemester 1946/47 an der Universität Marburg/L. Mathematik, Klassische Philologie und Orientalistik. Außerdem lernte er Arabisch. Nach der Fortsetzung seines Studiums an der Universität Frankfurt am Main promovierte er dort im Jahre 1955 bei Willy Hartner. Dort hat er sich 1960 auch habilitiert. Nach einem einjährigen Aufenthalt an der Universität Oxford (1966) wurde er auf einen neu geschaffenen Lehrstuhl für Wissenschaftsgeschichte (Institut für Geschichte der Naturwissenschaften) an der Universität Tübingen berufen und 1996 emeritiert. Sein Lehrstuhl wurde nicht wieder besetzt. 2002 ernannte ihn die Universität Ulm zum Honorarprofessor.
Schramms Forschungsgebiet umfasste die antike, mittelalterliche und islamische Wissenschaftsgeschichte sowie die Geschichte der neuzeitlichen Mathematik. Intensiv beschäftigte er sich mit dem Tübinger Astronomen Wilhelm Schickard.
1966 wurde Schramm als korrespondierendes Mitglied in die Internationale Akademie für die Geschichte der Naturwissenschaften aufgenommen, seit 1971 war er ordentliches Mitglied.

## Schriften
- Die Bedeutung der Bewegungslehre des Aristoteles für seine beiden Lösungen der zenonischen Paradoxie, Klostermann, Frankfurt a. M. 1962 (Philosophische Abhandlungen, Band 19) (Dissertation).
- Ibn Al-Haythams Weg zur Physik, Steiner, Wiesbaden 1963 (Boethius, Band 1) (Habilitationsschrift).
- Zu den Bedingungen naturwissenschaftlicher Forschung an der Universität. In: Johannes Neumann (Hrsg.): Wissenschaft an der Universität heute, Attempto Verlag, Tübingen 1977, S. 45–95, ISBN 3-921552-01-X.
- Theologie und Naturwissenschaft – gestern und heute. In: Theologische Quartalsschrift, Band 157 (1977), S. 208–213.
- Ansätze zu einer darstellenden Geometrie bei Schickard. In: Friedrich Seck (Hrsg.): Wissenschaftsgeschichte um Wilhelm Schickard, Mohr, Tübingen 1981 (Contubernium, Band 26), S. 21–50, ISBN 978-3-515-08004-0.
- Überlegungen zur Geschichte des Erfahrungsbegriffs. In: Hans Braun (Hrsg.): Kultur im Zeitalter der Sozialwissenschaften. Friedrich H. Tenbruck zum 65. Geburtstag, Reimer, Berlin 1984 (Schriften zur Kultursoziologie, Band 4), S. 43–50, ISBN 3-496-00795-8.
- Natur ohne Sinn? Das Ende des teleologischen Weltbildes, Styria, Graz 1985 (Herkunft und Zukunft, Band 3), ISBN 3-222-11454-4.
- Die astronomischen Rechenstäbchen von Wilhelm Schickard (22.4.1592–23.10.1635) (zusammen mit Bruno von Freytag-Löringhoff), Attempto Verlag, Tübingen 1989, ISBN 3-89308-052-X.
- Moralische und statistische Gesetze. Zu Adolphe Quetelets sozialer Physik. In: Jean-Pierre Wils (Hrsg.): Ethik ohne Chance? Erkundungen im technologischen Zeitalter, Attempto Verlag, Tübingen 1991 (Ethik in den Wissenschaften, Band 2), S. 45–68, ISBN 3-89308-136-4.
- Friedrich II. von Hohenstaufen und die arabische Wissenschaft, Max-Planck-Inst. für Wissenschaftsgeschichte, Berlin 1997.
- Zahlentheoretische Ansätze auf Keilschrifttafeln. In: Renate Breuninger (Hrsg.): Philosophie der Subjektivität und das Subjekt der Philosophie. Festschrift für Klaus Giel zum 70. Geburtstag, Königshausen & Neumann, Würzburg 1997, S. 275–295, ISBN 3-8260-1356-5.